# 民主66
民主66（荷蘭語：Democraten 66，缩写为D66）是荷蘭中間派社會自由主義和进步主義政黨。
1966年，記者漢斯·范米爾洛（Hans van Mierlo）率領一群無黨派的青年知識份子成立民主66黨。該黨的主要目標是政治制度的民主化。他們期望能成立美式總統制度。1967年荷蘭大選，該黨拿下下議院150席中的7席，創下新政黨第一次選舉紀錄。該黨的選舉史特色是起伏極大。他們目前擁有24席。民主66曾在1973至1977年、1981至1982年、1994至2002年、2003至2006年四度入閣。該黨除了民主化改革與建立社會自由化方案外，也重視其他議題。
目前民主66在荷蘭下議院擁有24席、荷蘭上議院7席、歐洲議會2席。該黨在地方和省級政治較弱，但有相對較多的市長人數。該黨的主要支持者集中在大城市，特別是有大學的城市。

## 歷史

### 成立
1966年10月14日，44名人士宣布成立民主66。創黨者自稱為新人，但其中25名成員曾參加過其他政黨。發起人為《共同商業報》（Algemeen Handelsblad）記者漢斯·范·米爾洛與阿姆斯特丹市議員漢斯·格雷特斯。范米爾洛成為政黨領袖，格雷特斯成為黨主席。該黨宣布放棄支配當時政治體制的19世紀政治思想，並冀求結束支柱化（Pillarisation）。他們要求荷蘭社會與其政治體制的激進民主化，並呼籲實用主義且運用技術官僚的政策決策。

### 1967-1986

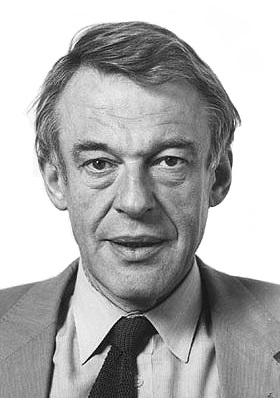
創黨者漢斯·范·米爾洛

1967年荷蘭大選，民主66以范·米爾洛洛作為頭號候選人（Lijsttrekker）進入議會。首度參選的民主66在議會拿下史無前例的的7席。1971年大選，該黨席次來到11席，與工黨、基督教左派的激進政治黨（Political Party of Radicals, PPR）組成影子內閣。1972年大選，三黨組成政治聯盟「進步協議」（ Progressief Akkoord, PAK），並推出共同候選名單「轉捩點 '72」（Keerpunt '72）。該次大選，民主66失去將近半數席次只保住6席。該聯盟成為荷蘭最大的政治勢力，但未能取得多數。在經歷長期的組閣協商後，三黨與反革命黨（ARP）、天主教人民黨（KVP）兩黨的進步主義人士組成「超議會內閣」（Extraparlementair kabinet）。內閣由工黨政治家約普·登厄伊爾（Joop den Uyl）所領導。組閣協商後，范·米爾洛感到其政治立場在議會政黨中難以維持而退出政治界。另一位創黨者格雷特斯擔任住宅與空間計畫部大臣。揚·泰爾勞（Jan Terlouw）接替范·米爾洛成為主席。

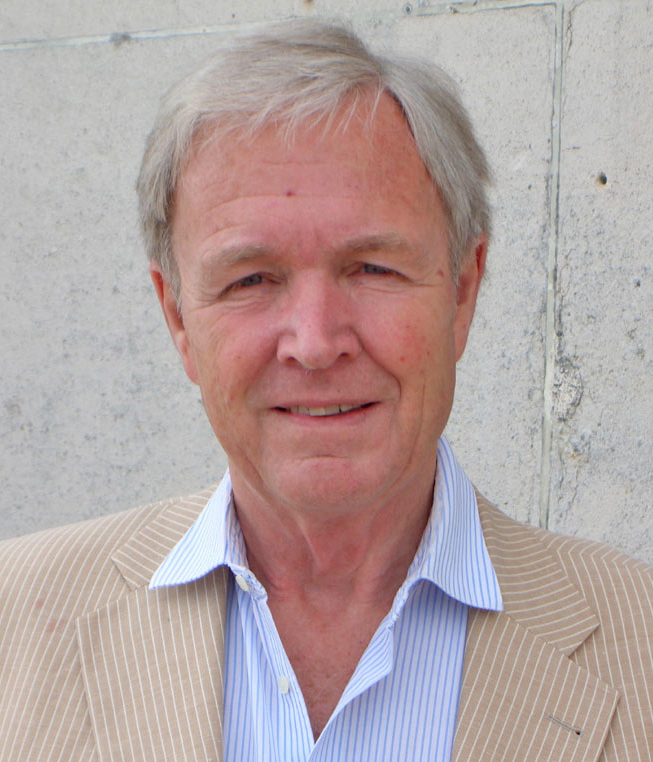
揚·泰爾勞，1973年至1981年黨魁

1972年至1974年，該黨流失極大量的黨員（由6000衰退至300），並在1974年省級選舉表現的差強人意。該黨在1974年參議院間接選舉中失去將近半數席次。該黨在一次黨大會中進行解散政黨表決，雖然獲得多數人同意，但未達到三分之二門檻。作為回應，泰爾勞發起運動振興該黨，包括吸收黨員與選民訴願。他將重心移往政治改革外的議題，並讓政黨傾向自由主義。民主66在1975年黨員增加一倍，1977年大選該黨眾議院增加兩席但同年失去所有參議院席次。1981年大選，民主66席次大幅增加至17席。他們與基督教民主呼籲、工黨一同入主政府。泰爾勞就任經濟大臣。該界內閣充滿了基民黨總理德里斯·范阿赫特（Dries van Agt）與工黨社會事務大臣約普·登厄伊爾的政治與個人衝突。9個月後工黨退出內閣，內閣垮台。民主66與基民黨繼續組成看守內閣。1982年大選，民主66失去三分之二的支持度，只剩下6席。選後泰爾勞退出政壇，馬騰·恩格維達（Maarten Engwirda）繼任。該黨成為反對黨。

### 1986-現今
1986年，范米爾洛重返政治界。他強調民主改革是該黨核心價值，並期望消除工黨與自由民主人民黨間的對立以成立一個沒有基民黨的政府。1986年大選，該黨增加三席。1989年大選，民主66再增加3席，總席次來到12席，並被要求加入基民黨/工黨/民主66的組閣協商。雖然工黨希望能與民主66籌組政府，但基民黨反對。最後，民主66被排除在外。雖然為反對黨，但民主66對工黨領導的政府採取建設性的態度。
1994年大選獲得回報，席次增長一倍來到24席。民主66有望組成他們的「夢幻聯盟」－結合中間偏左社會民主主義的工黨、中間偏右保守自由主義的自由民主人民黨的「紫色政府」，組成大中間派聯合政府，並由工黨領導。第一屆科克內閣推行民主66一貫主張的立法，如公投、同性婚姻與安樂死立法。內閣的中間派經濟政策也被視為一大勝利。范米爾洛就任外交大臣。1998年大選開始前，范米爾洛排名後退讓衛生大臣艾爾斯·伯斯特（Els Borst）擔任該黨頭號候選人。民主66失去10席，但其盟友增加相當的席次數。1998年第二屆科克內閣成立。雖然民主66在取得執政多數上並非必要，但他們被視為是工黨與自民黨間的膠水，將處於反對方的兩黨結合在一起。伯斯特成為副首相兼衛生大臣。湯姆·德格拉夫（Thom de Graaf）成為黨主席。黨內，由20多歲黨員組成的團體「劇變」（Opschudding）開始要求更為明確的進步自由主義方針。1999年公投入憲改革遭到參議院否決。以自由民主人民黨重要人士漢斯·維格爾（Hans Wiegel）為首的反對團體表達反對。民主66因此退出內閣。在隨後的組閣協議中，民主66重新加入內閣，做為對於該黨重要議題－市長直選與臨時公投法的回報。
2002年大選，民意已轉向反對紫色政府，而右派民粹主義的政黨獲得相當大的支持。三個紫色政黨失去空前的43席議員。民主66大敗，只剩7席。由中間偏右基民黨、皮姆·佛圖因黨與自由民主人民黨組成的第一屆巴爾克嫩德內閣只維持三個月。2003年大選，民主66再掉一席。波利斯·迪特里希（Boris Dittrich）繼任黨主席。基民黨與工黨長期的組閣協商失敗後，基民黨轉而與自由民主人民黨、民主66共同組成第二屆中間偏右的巴爾克嫩德內閣。作為對於內閣投資環境與教育，以及讓德格拉夫擔任民主化特殊大臣兼副首相的回報，民主66支持巴爾克嫩德中間偏右政府內閣的改革與一些具爭議的立法。2005年5月，參議院否決將直選市長納入憲法。該法案率先由威姆·科克領導的第二屆內閣所提出，但未能通過三分之二門檻，因工黨反對德格拉夫提出的選舉模型，其大臣克拉斯·德佛里斯（Klaas de Vries）著手改革。德格拉夫辭職，但其他閣員留任，因該黨獲得承諾將投入更多的投資在公共教育與環境，並進行選舉改革。該黨舉行特別黨大會以批准這個所謂的復活節協議。2,600黨員（約總黨員20%）出席並由荷蘭公共廣播（Netherlands Public Broadcasting, NPO）實況轉播。黨大會以過半數同意留任內閣。亞歷山大·佩赫托德就任政府改革大臣。經濟大臣羅倫斯·揚·布林克霍斯特（Laurens Jan Brinkhorst）兼任副首相。

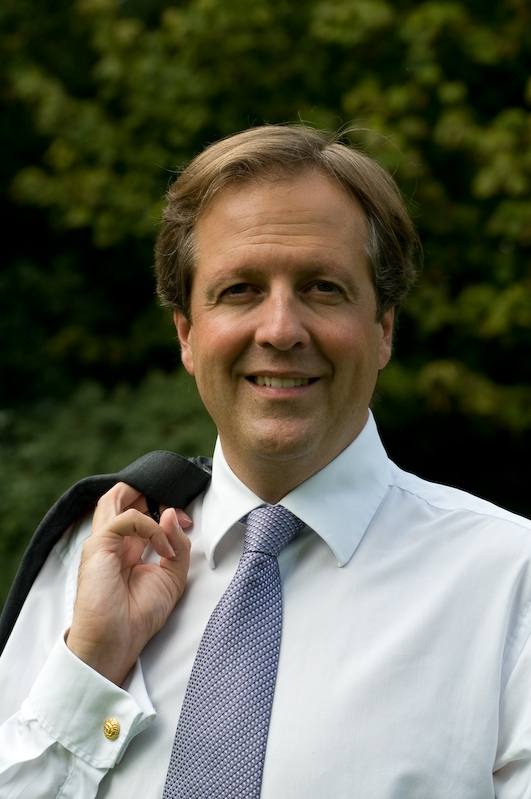
黨主席亞歷山大·佩赫托德

2006年2月，迪特里希因反對政府決定派出軍隊前往阿富汗烏魯茲甘省而辭去黨主席。民主66與社會黨、綠色左派共同反對這項提案。迪特里希表示出兵任務不是（如同政府與多數黨所聲稱的）為了重建，而是軍事行動。露絲薇斯·范德朗（Lousewies van der Laan）繼任。2006年5月，該黨在地方選舉嚴重受挫。民主66開始失去黨員，部分退黨黨員成立另一個激進民主、進步自由主義政黨deZES。退出內閣的提案在5月13日特別黨大會中遭到否決。2006年6月，民主66舉行黨內選舉選出2007年頭號候選人。佩赫托德勝出並就任黨主席。2006年7月28日，議會針對阿揚·希爾希·阿里（Ayaan Hirsi Ali）歸化案舉行全體特別辯論會議，民主66支持對莉塔·維爾東克（Rita Verdonk）的不信任案。由於民主66是內閣內較小的政黨，導致第二屆巴爾克嫩德內閣的內部衝突。內閣拒絕辭退維爾東克。民主66黨主席露絲薇斯·范德朗不認為他們能繼續支持內閣，因此必須總辭。6月29日，亞歷山大·佩赫托德與羅倫斯·揚·布林克霍斯特辭職，導致巴爾克嫩德內閣垮台。
2006年10月，在民主66黨大會即將召開與歡度創黨40周年前夕，漢斯·范米爾洛提出民主66是否仍然具有政治合法性的疑問。他認為在最近歷史中出現了許多錯誤，只有接受這些錯誤才有可信的民主66。范米爾洛表達支持黨主席佩赫托德，認為他能帶來這項特質。
2008年起，該黨在民調中表現出色：相較於議會中的三席，民調顯示民主66將能拿下10席至26席。2009年歐洲議會選舉，該黨獲得11%的票數拿下3席。相比2004年歐洲議會選舉該黨只以4%的票數拿下一席。荷蘭媒體將此現象歸因於佩赫托德的領導，稱他為「反對黨領袖」。 在他領導下，該黨獲得反對基爾特·威爾德斯領導的自由黨的民意支持。 佩赫托德認為自民黨是民粹主義，而威爾德斯部分言論則帶有種族主義。 2010年議會選舉，該黨席次增加到10席。

### 黨名
成立之初該黨稱為「民主1966」（Democraten 1966），「民主」來自於該黨的目標（激進民主化），年份來自於創黨時間，並認為可帶來現代印象。1981年更改黨名為「民主66」，並成為成功的政治品牌，雖然年份不再帶有現代印象。

## 意識形態與議題
民主66的意識形態是黨內高度爭議的議題。這個課題與他們存在的理由聯繫在一起。目前黨內有兩大潮流：激進民主派與進步自由主義派。這兩大潮流雖然有時對立，但目前是相輔相成，兩者皆是強調個人的自我實現。激進聯盟（Radical League）與自由思想民主聯盟（Free-thinking Democratic League）兩個二十世紀初期政黨是這兩大傳統在歷史上的擁護者。

### 激進民主派
第一次黨大會強調荷蘭社會與政治制度的激進民主化。其理想為兩黨制。為了這個目標，他們希望依照美國簡單多數選舉制進行選舉改革。這項選舉改革逐漸和緩，目前該黨支持結合比例和多數的德國聯立制選舉制度。這個激進民主化在政治中結合了務實與反教條主義的看法。

### 進步自由派
民主66的進步自由派在歷史上不如激進民主派活躍。進步自由派尋求為黨採取更實質性的方針。1972年至1982年，在揚·泰爾勞領導下，民主66開始強調新議題如環境、公共教育與創新。他稱民主66為社會民主主義、基督教民主主義和自由民主人民黨的保守自由主義後的第四潮流。1998年，黨內團體「劇變」（Opschudding）開始要求更為明確的進步自由主義方針。2000年通過的政黨宣言中，該黨明確地採納進步自由主義形象。由於中間偏右的自由民主人民黨自稱為自由主義政黨，該黨使用了社會自由主義作為標籤。

### 議題
該黨重要政策包括有：
- 支持結合市場經濟與政府干預的混合經濟，另外也支持增加勞動市場彈性與中下階層減稅。
- 支持增加政府在教育與創新的支出，例如增加教師工資。另外，他們也希望教育部門解除管制並引進更多競爭者。
- 環境是該黨重要議題之一。民主66支持更多在可持續能源的投資。然而他們在一定條件下也支持核能。
- 民主66是社會自由主義政黨。[2] 民主66在工黨科克政府（1994－2002）推行數個自由主義改革，如安樂死、同性婚姻和賣淫合法化。
- 支持民主改革。民主黨支持選舉改革如有法律約束力的公投，廢止荷蘭參議院以及首相與市長的直接選舉。
- 支持歐洲聯盟（Federal Europe）與在環境、移民和外交政策上進行歐洲層級合作。
- 在第二屆巴爾克嫩德內閣（2003－2006），作為中間偏右聯合政府成員，民主66幫助立法落實社會保障和醫療改革，包括反對提前退休，進行殘疾津貼改革，將市場力量引進荷蘭健保制度。

## 外部連結
- 官方網站 （页面存档备份，存于）
- 英文官方網站 （页面存档备份，存于）